# Яніс Біркс
Яніс Біркс (латис. Jānis Birks; 31 липня 1956, Рига) — латвійський політик і лікар, колишній очільник міста Риги (голова Ризької думи, 2007—2009).

## Життєпис
У 1980 році закінчив Ризький медичний інститут за спеціальністю «анестезіолог-реаніматолог». Працював в 1-й Ризькій лікарні, лікарні «Гайльезерс», викладав в медичному училищі. Був директором, потім головою правління Латвійського морського медичного центру. Член Латвійського медичного товариства (з 1995 по 2005 рік — член правління) та Латвійського лікарняного товариства (член найвищих органів влади у 1997—2003 роках).
У 2001 році був обраний в Ризьку думу від об'єднання Вітчизні і свободі/РННЛ, очолив фракцію, в 2005 році був переобраний в думу, будучи лідером списку і кандидатом в мери.
У 2006 році обраний заступником голови ВС/РННЛ.
З 2007 по 2009 рік очолював міську думу в Ризі.
Покинувши політику, він повернувся до медичної практики, є керівником Латвійського морського медичного центру.
Одружений, має двох дітей.

## Нагороди
- орден князя Ярослава Мудрого IV ступеня (2008) — за вагомий особистий внесок у розвиток українсько-латвійського співробітництва[4];